# سیارک ۲۳۷۳۲
سیارک ۲۳۷۳۲ (به انگلیسی: 23732 Choiseungjae، نامگذاری:1998HV95) بیست و سه هزار و هفتصد و سی و دومین سیارک کشف شده‌است که در ۲۱ آوریل ۱۹۹۸ کشف شد.
قدر مطلق سیارک برابر ۱۰٫۷ است.